# Терчимонте (Удине)
Терчимонте је насеље у Италији у округу Удине, региону Фурланија-Јулијска крајина.
Према процени из 2011. у насељу је живело 53 становника. Насеље се налази на надморској висини од 669 м.